# Schalenschiffbau Dr. Erich Lübbert

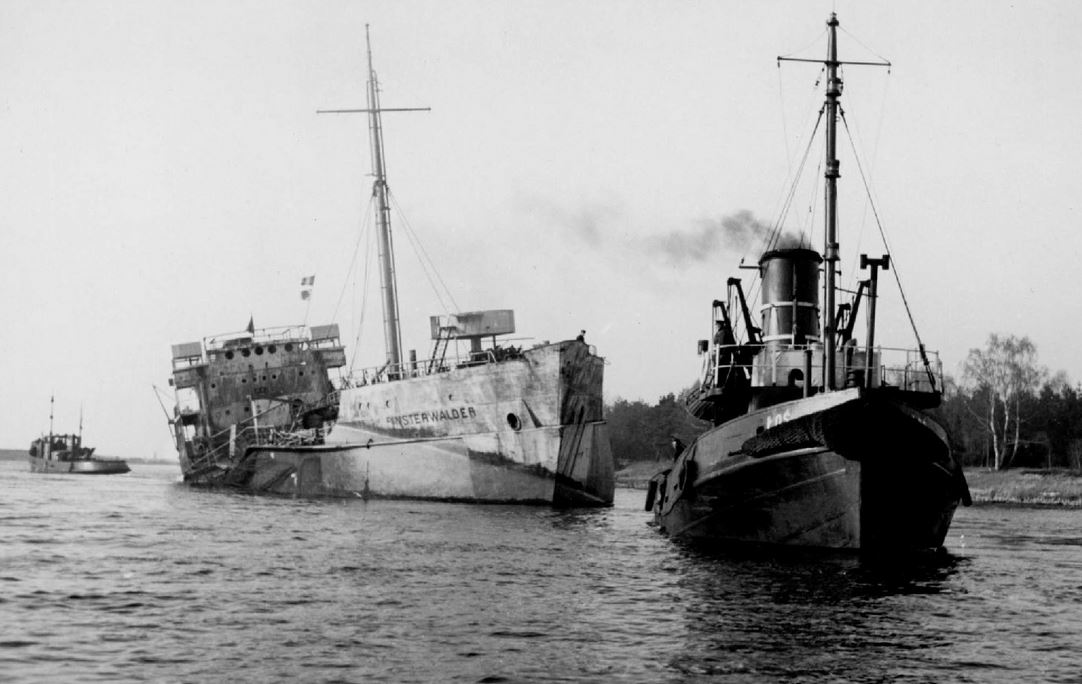
Verschleppung des Tankers Ulrich Finsterwalder

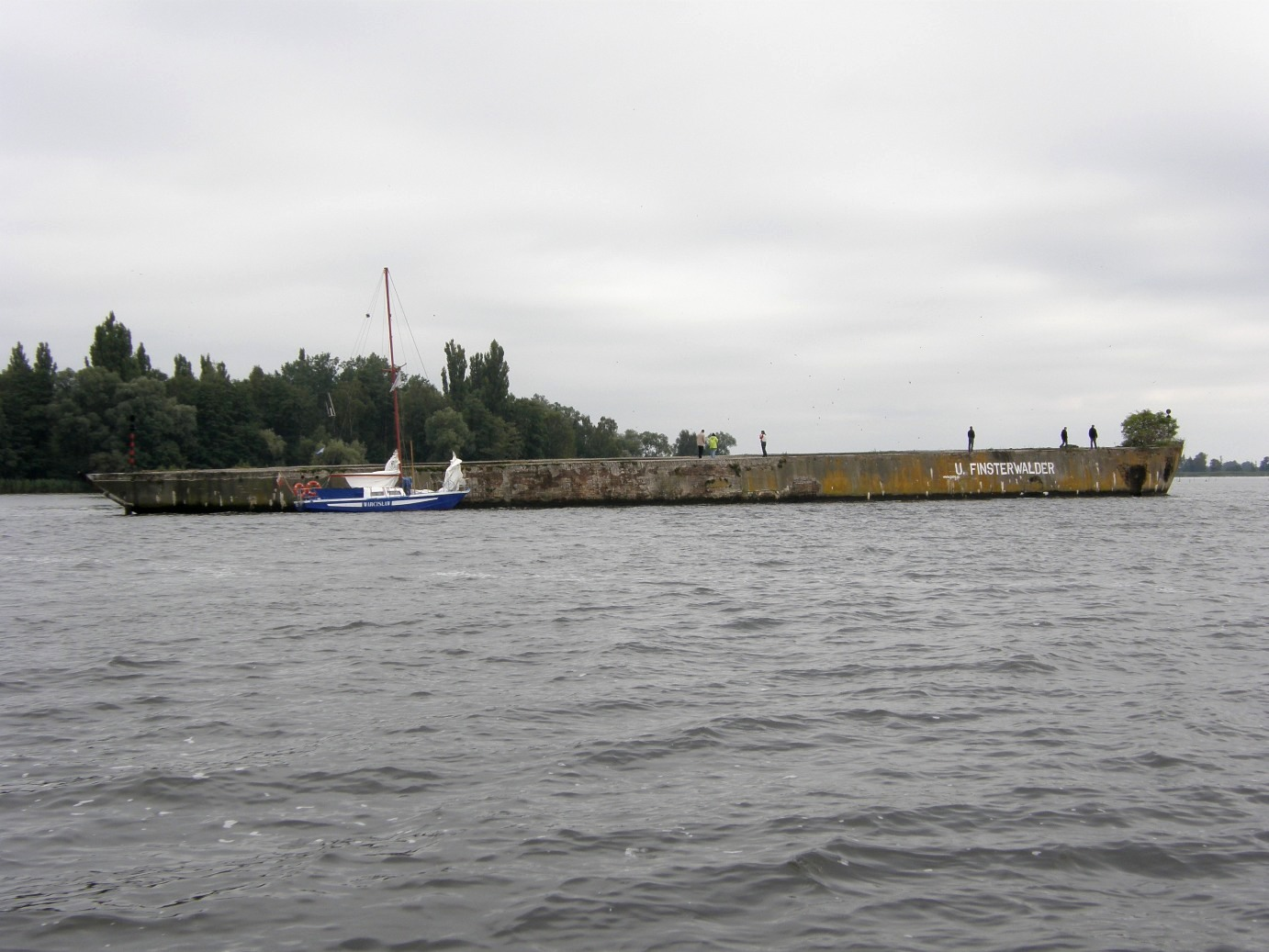
Wrack des Betonschiffs Ulrich Finsterwalder (ehemaliger Tanker der Hydrierwerke Pölitz AG) im Dammschen See, 2008

Der Werftbetrieb Schalenschiffbau Dr. Erich Lübbert wurde während des Zweiten Weltkrieges mit Unterstützung der Baufirma Dyckerhoff & Widmann gegründet, um in Deutschland den Serienschiffbau aus Stahlbeton durchzuführen. 

## Geschichte
Im Jahr 1928 trat Erich Lübbert in den Aufsichtsrat von Dyckerhoff & Widmann ein, deren Aktien er 1937 unter der Firma „Dr. Lübbert & Co. KG“ erwarb. Im Auftrag der Firma Schalenschiffbau Dr. Erich Lübbert führte die Firma Dyckerhoff & Widmann den Entwurf und den Bau der Betonrümpfe für die Schiffe durch. Die restlichen Arbeiten, wie den Einbau des Antriebes und der Stromversorgung, sowie die Ausrüstung wurde von typischen Werftbetrieben übernommen.
Im Swinemünder Betrieb Schalenschiffbau Dr. Erich Lübbert entstand auf dieser Basis eine Serie von Küstenmotorschiffen mit einer Vermessung von 280 BRT und in Rügenwalde (heute polnisch Darłowo) wurden neben einem 2700 BRT-Tanker mit dem Namen Ulrich Finsterwalder gebaut, der seine Endausrüstung in der Werft AG Vulcan Stettin, Stettin-Bredow erhielt.